# Sadyattes chani
Sadyattes chani (Bragg, 2008) è un insetto stecco della famiglia Phasmatidae.
È uno degli insetti più lunghi del mondo: un esemplare conservato al Museo di storia naturale di Londra misura 567 mm.